# Anna F.

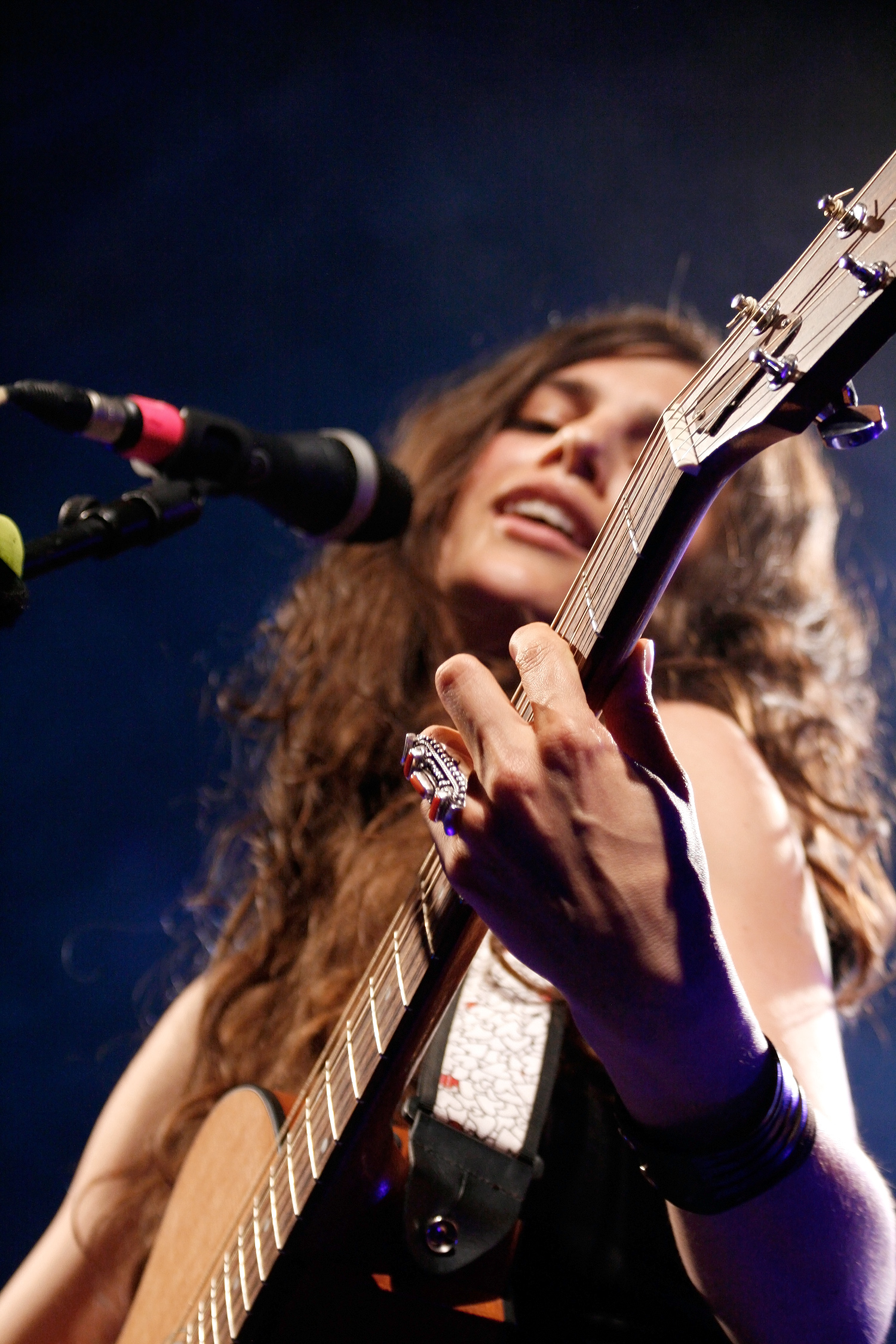
Anna F. (2010)

Anna F. (18 грудня 1985 р.[недоступне посилання] у Фрідберзі, Штирія; справжнє ім'я — Анна Ваппель) — австрійська співачка у галузі поп-року, фолку та іноді електронної музики. Також вона працює актрисою.

## Кар'єра
Зростаючи у Фрідберзі, вона почала співати ще в дитинстві. Спершу вплинули записи її батьків Рейнхарда Мея, Боба Ділана та Джоан Баез, а потім рок-музика Лед Зеппелін (Джиммі Пейдж також був назвою її дебютного альбому), Аланіс Морісетт і Меліси Етрідж. У Граці вона вивчала англійську, а часом і італійську, філософію та літературу, а по вихідних працювала у спортивному відділі телевізійної станції ATV у Відні.
У 2005 році на концерті групи Café Drechsler вона познайомилася з барабанщиком і музичним продюсером Алексом Дойчем, який, як вона згадує, дав їй «сили і мужності» для здійснення своїх музичних інтересів. У наступні роки він став її найближчим радником, барабанщиком у її групі та продюсером її першого альбому. У ці роки вона виступала з німецькими музикантами та друзями в малих клубах Граца та Відня, таких як B72 . В альбомі Cafe Drechsler Is Back (2008) вона була співачкою з фільму Get the Ball Rolling (feat. Ганс К та Anna F).
Вона стала відомою на початку 2009 року після того, як її пісню Time Stands Still, яку вона записала разом із Дойчем і Тедді Кемпелом у Нью-Йорку та розмістила в мережі на своїй сторінці Myspace, використали як музику для телевізійних рекламних роликів банківської групи Raiffeisen, в яких вона сама також грала подругу стрибуна на лижах Грегора Шліренцауера. В результаті пісня також транслювалася в ефірі австрійських радіостанцій, була доступною для завантаження та досягла 38-го місця в австрійських чартах. Влітку 2009 року її можна було побачити разом із групою на відкритті європейського туру Ленні Кравіца і вона з'явилася на урочистому заході з нагоди вшанування австрійського спортсмена року. На премії Amadeus Austrian Music Awards 2009 вона перемогла в категорії «Поп». Це також привернуло увагу ЗМІ, оскільки до того часу вона опублікувала лише одну пісню, а також тому, що у своїй промові вона подякувала своїм спонсорам за незалежність, яку дала їй ця співпраця. На запитання про це вона пояснила, що ця форма фінансування робить її незалежною від музичних лейблів та їх впливу на виробництво. Тож вона змогла покрити час студії для свого альбому доходами від рекламних роликів банку.

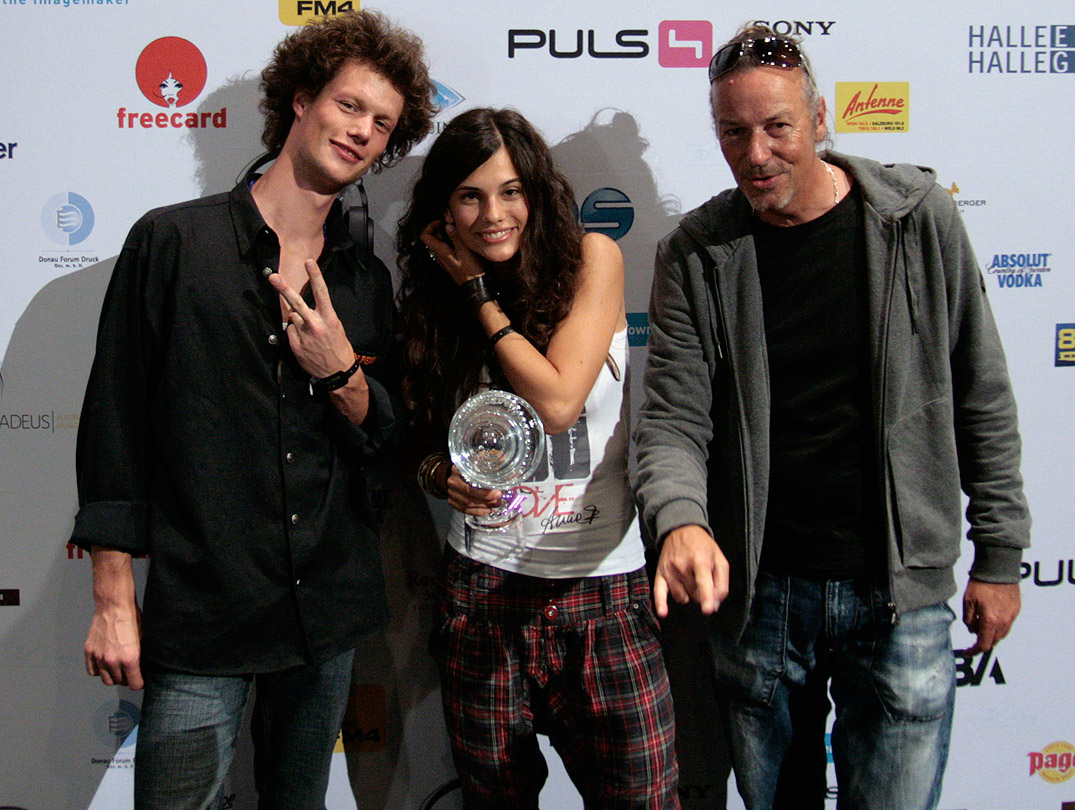
Анна Ф. з бас-гітаристом Рафаелем Д. Вінером та Алексом Дойчем, премія Amadeus 2009

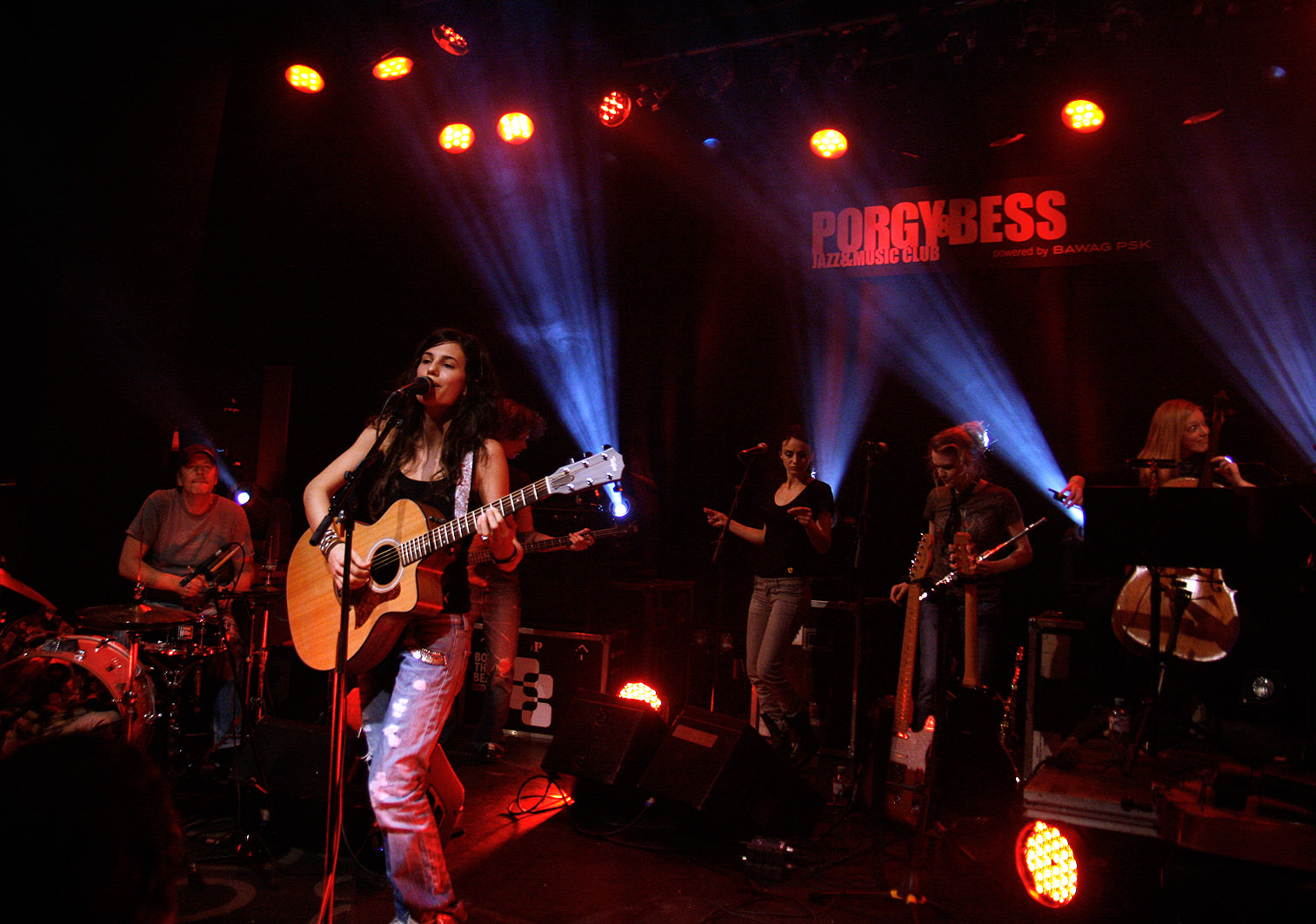
Анна Ф. (Porgy & Bess 2010)

Після появи на CD синглу most of all, використаного у рекламі Райффайзен, Anna F. у лютому 2010 року презентувала дебютний альбом … for real на лейблі moerdermusic, заснованому Дойчем. Альбом досяг 3-го місця в австрійському чарті та в квітні був нагороджений золотою платівкою. На премії Amadeus Awards 2010 вона перемогла в номінаціях «Поп / Рок» та «Альбом року». Після презентації альбому у віденському Porgy & Bess відбувся тур по Австрії, включаючи виступ на Donauinselfest, альбом Live from the Mushroom, а в 2011 році тур по кількох містах Німеччини.
На початку 2011 року вона вперше виступила в ролі актриси у художньому фільмі Діто Цинцадзе « Вторгнення» . Прем'єра фільму відбулася в 30 червня 2012 року на Мюнхенському кінофестивалі . Восени 2011 року вона була однією з чотирьох молодих митців, які гастролювали в США для телевізійної постановки ARTE за мотивами роману Джека Керуака «У дорозі». Багатосерійний фільм (режисери: Ханнес Россахер і Саймон Віттер) вийшов у прокат 29 вересня 2012 року.
У 2012 році вона переїхала до Берліна — Пренцлауер Берг . Після перебування в Лос-Анджелесі, Нью-Йорку та Лондоні, про що вона повідомила у відео щоденнику і де працювала над новими піснями з Джулі Фрост, Ріком Ноуелсом та Йеном Денчем, вона взяла Філіпа Стейнке продюсувати свій новий альбом. Anna F. уклала контракт з Polydor/Island (Universal Music) 2013 року.[недоступне посилання] У серпні 2013 року вона випустила DNA як першу пісню майбутнього альбому, спочатку як кліп, а на початку вересня — подовжену версію. Наприкінці лютого 2014 року вийшов її новий альбом King in the Mirror, з яким вона поїхала в гастролі у березні в Німеччині, Австрії, Швейцарії та Італії на підтримку Джеймса Бланта. Тоді вона змогла потрапити у топ-20 італійських хіт-парадів з піснею ДНК .
Готуючись до пісенного конкурсу Євробачення-2015 в Австрії, вона та Алекс Дойч були частиною команди ORF, яка шукала кандидатів для австрійської участі.
У 2018 року було створено гурт Фрідберг разом із Anna F. як співачкою. Перший сингл Boom вийшов 8 лютого 2019 року на нещодавно заснованому лейблі friedbergmusic, який також названий на честь її рідного міста.

## Дискографія
Альбоми
- For Real (2010; moerder music)
- Live from the Mushroom (2010; moerder music)
- King in the Mirror (2014)

Сингли
- Time Stands Still (2009; südpolmusic)
- Most of All (2009; moerder music)
- I Don't Like You (2010; moerder music)
- DNA (2013; moerder music)
- Too Far (2014)
- Friedberg (2015)
- Friedberg: Boom (2019; friedbergmusic)

## Фільмографія
- 2012: Вторгнення
- 2012: На шляху Джека (документальний фільм)
- 2017: Крижана людина
- 2018: Придурки. (Сезон 2, Епізод 5: Тибет)

## Нагороди
- 2009: Amadeus, нагороджена у номінації «Поп»
- 2010: Золота платівка за 10 000 проданих альбомів («… for real»)
- 2010: Amadeus, нагороджена у номінаціях «Поп / Рок» та «Альбом року»
- 2014: Amadeus, нагороджена у номінації «Пісня року» (ДНК)
- 2015: Італійський золотий диск для 25 000 проданих синглів (ДНК)